# یوشینو نانجو
یوشینو نانجو (انگلیسی: Yoshino Nanjō؛ ۱۲ ژوئیهٔ ۱۹۸۴ – ) خواننده، و صداپیشه اهل ژاپن است. وی از سال ۲۰۰۶ میلادی تاکنون مشغول فعالیت بوده‌است.